# Estelí
Estelí (ejtsd: Esztelí) város Nicaragua északnyugati részén, az azonos nevű, Estelí megye székhelye. A pánamerikai főútvonalon fekszik Managuától 150 km-re északra, 844 méter átlagos magasságban. Lakossága 130 ezer fő volt 2005-ben.
A polgárháború idején e város környéke volt a gerillák bázisa.
A környék gazdaságának fő terményei a kávé, a dohány, a zöldség- és gyümölcsfélék; jellemző a szarvasmarhatartás.

## Látnivalók
- "El Jalacate" (faragott kőszikla)
- Salto Estanzuela (vízesés)
- A katedrális
- Miraflor Természetvédelmi Terület

## Fordítás
- Ez a szócikk részben vagy egészben  az   Estelí című angol Wikipédia-szócikk fordításán alapul.  Az eredeti cikk szerkesztőit annak laptörténete sorolja fel. Ez a jelzés csupán a megfogalmazás eredetét és a szerzői jogokat jelzi, nem szolgál a cikkben szereplő információk forrásmegjelöléseként.